# البابلية (فلسفة)

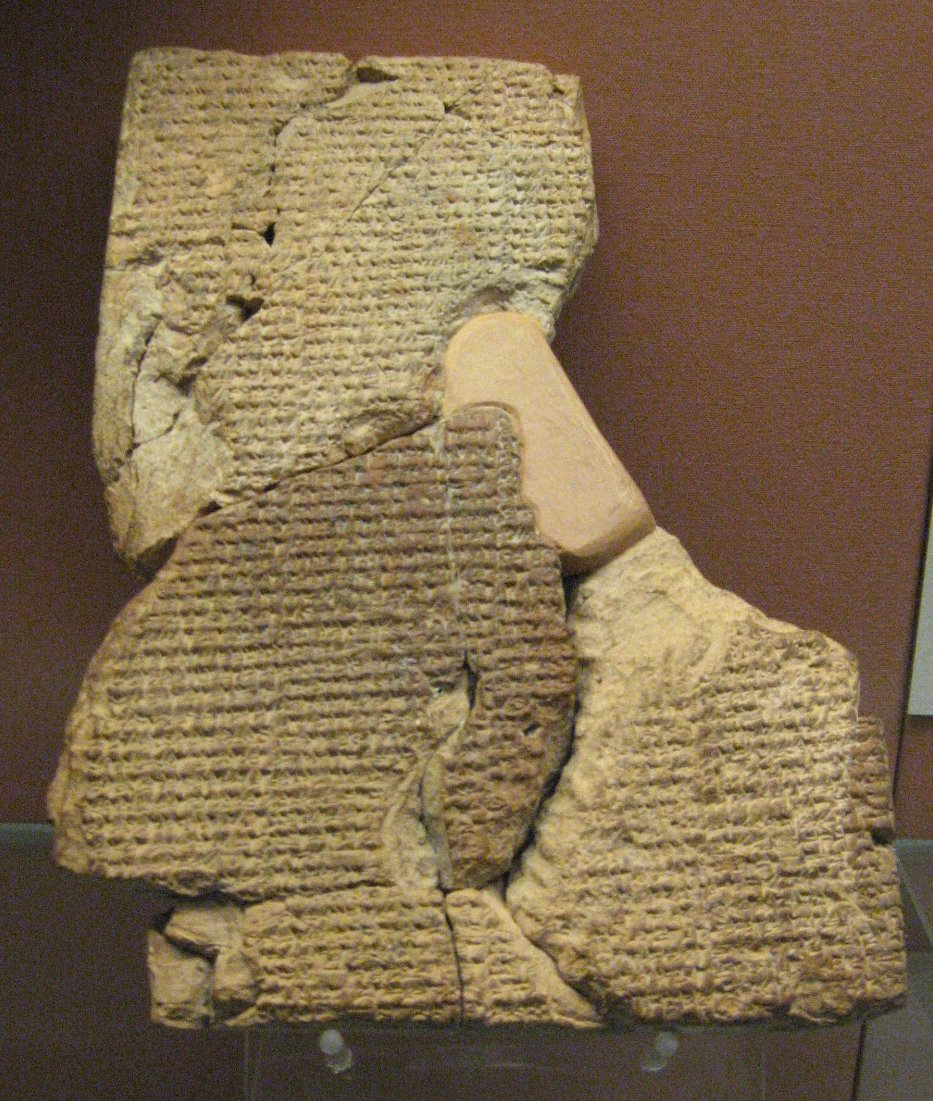

الفلسفة البابلية مدرسة فكرية في علم الدين[ ؟ ] والدراسات الآشورية[ ؟ ] تقول إن الكتاب العبري والدين اليهودي اشتقا مباشرة من الحضارة البابلية والميثولوجيا البابلية.
ظهرت هذه المدرسة في أواخر القرن التاسع عشر الميلادي وزادت شعبيتها في القرن العشرين الميلادي، ودعمها خاصة ألفرد يرمياز. ما تزال الحركة مهمة في الدراسات الميثولوجية بسبب التشابهات الواضحة في ميثولوجيا متعددة ألآلهة القديمة وقصص الكتاب المقدس الأحدث نسبيا.

## مواقع خارجية
- The Development, Heyday, and Demise of Panbabylonism by Gary D. Thompson